# МТЗ-80 (трактор)
МТЗ-80 «Беларусь» і МТЗ-82 «Беларусь» — марка універсально-просапних колісних тракторів, що випускаються Мінським тракторним заводом з 1974 року по теперішній час (у 2000-х роках — під маркою «Беларус-80» і «Беларус-82»). Трактори МТЗ-80 і МТЗ-82 є глибокою модернізацією тракторів МТЗ-50 та МТЗ-52 відповідно, що випускалися раніше. Ступінь уніфікації деталей і складальних одиниць у цих тракторів сягає 70 %. Трактор виконаний за традиційним для свого сімейства компонуванням: напіврамна конструкція з розміщеними на ній картерами вузлів трансмісії, переднє розташування двигуна, задні тягові колеса збільшеного діаметра, передні напрямні колеса зменшеного діаметра. Трактор МТЗ-80 має привід тільки на задні колеса, а трактор МТЗ-82 — повний привод.
Трактори випускалися і випускаються в декількох модифікаціях, що відрізняються одна від одної типом і передавальними числами трансмісії, способом запуску двигуна, приєднувальними місцями для навісного обладнання і зовнішнім оформленням, типом використовуваної гуми, величиною агротехнічного просвіту, установкою систем забезпечення роботи на крутих схилах.

## Історія

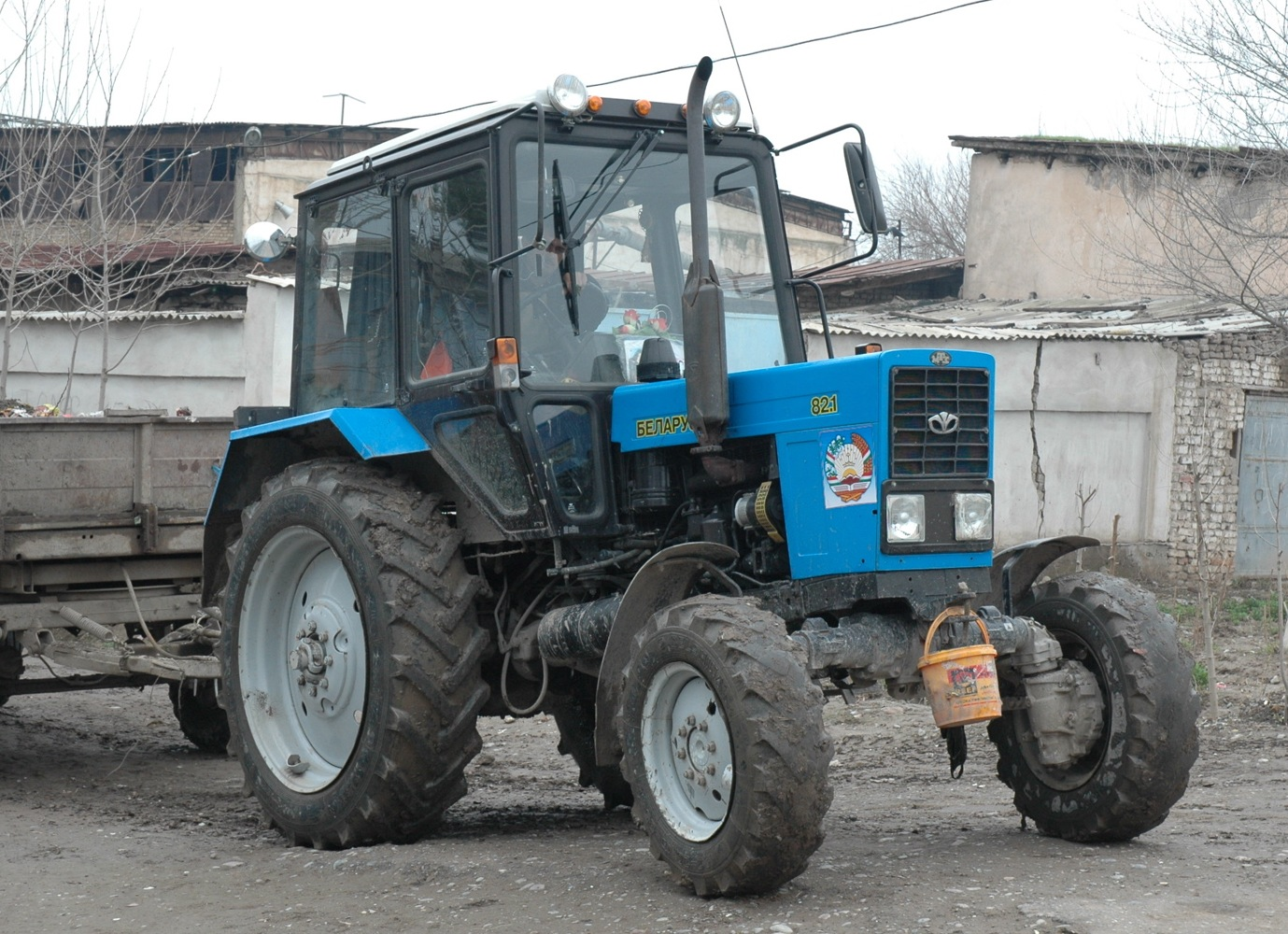
МТЗ-82

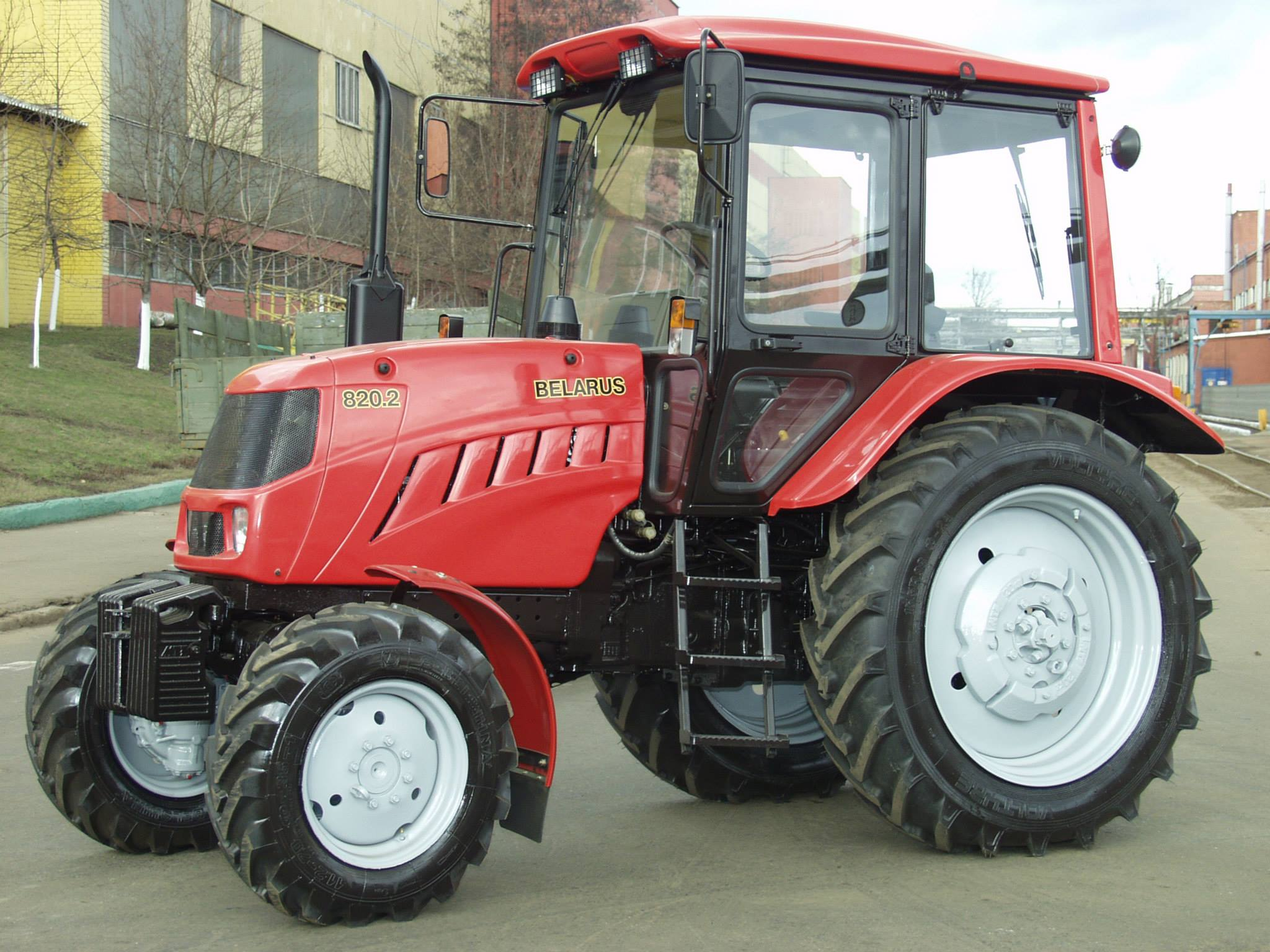
МТЗ-820

Створення сімейства тракторів МТЗ-80/82 і Т-70, почалося з постанови Ради Міністрів СРСР № 606, про створення універсально-просапного трактора потужністю 75-80 к.с. тягового класу 1,4. Для прискорення створення та зменшення витрат на переобладнання основного заводу і суміжних підприємств, було прийнято рішення про глибоку модернізацію трактора МТЗ-50/52. У конструкцію нової машини було внесено безліч змін, основними зовнішніми з яких є нова обшивка, кабіна, а також суттєво модернізований двигун підвищеної потужності.
Вже в 1972 році випробування нового трактора були успішно завершені. Під час випробувань були визначені агрегати для машини та знаряддя, кількість яких склала близько 230. А збільшена, через підвищення частоти обертів двигуна до 2200 об/хв, швидкість до 33,2 км/год, дозволила раціональніше використовувати трактор на транспортних роботах.
На конвеєр трактор став у 1974 році. А в 1975 році, в Кишиневі, на конвеєр вийшов гусеничний варіант трактора Т-70.

## Конструкція

### Двигун
На тракторах МТЗ-80 і МТЗ-82 встановлюються чотирициліндрові чотиритактні дизельні двигуни сімейства 4Ч11/12, 5 (тільки моделі Д-240 і Д-243) виробництва Мінського моторного заводу з напіврозділеною камерою згоряння, виконаною в поршні, рідинного охолодження, на частині двигунів встановлювався передпусковий підігрівач ПЖБ-200Б. Робочий об'єм двигуна — 4,75 л. Номінальна потужність 59,25 кВт (80 к.с.), у початковому варіанті 55,16 кВт (75 к.с.). Запуск двигуна здійснюється елекстростартером (модифікації Д-240/243), або пусковим двигуном ПД-10 (модифікації Д-240Л/243Л), номінальною потужністю 10 к.с., з блокуванням пуску при включеній передачі.

### Трансмісія
Трактори МТЗ-80 і МТЗ-82 комплектуються тільки механічною трансмісією. Муфта зчеплення суха, однодискова, постійно замкнута. Коробка передач дев'ятиступенева дводіапазонна зі знижувальним редуктором. Кількість передач 18 вперед, 4 назад. Є можливість установки понижувача ходу. На частині тракторів, випущених після 1985 року встановлюється гідрокерована коробка передач з перемиканням під навантаженням. Така коробка дозволяє вибирати будь-яку з 4-х передач в рамках кожного з чотирьох діапазонів швидкостей без виключення муфти зчеплення. Задній міст має диференціал з функцією блокування. Управління блокуванням на тракторах старого зразка механічне, за допомогою педалі, розташованої на підлозі кабіни. На тракторах пізніших випусків гідравлічне. Під панеллю приладів встановлений перемикач режимів, пов'язаний з рульовим механізмом.
Режими:
1. Диференціал розблокований.
2. Автоблокування при повороті передніх коліс до 13 град.
3. Примусове блокування незалежно від кута повороту коліс.

Кінцеві передачі — центральні, одноступінчасті, прямозубі. Трактор має багаторежимний синхронний механізм відбору потужності, що забезпечує незалежні частоти обертання вихідного валу 560 об/хв, 1100 об/хв, а також синхронну — 3,6 оберти на 1 метр пройденого шляху, необхідну для приводу посівних машин.

### Ходова частина

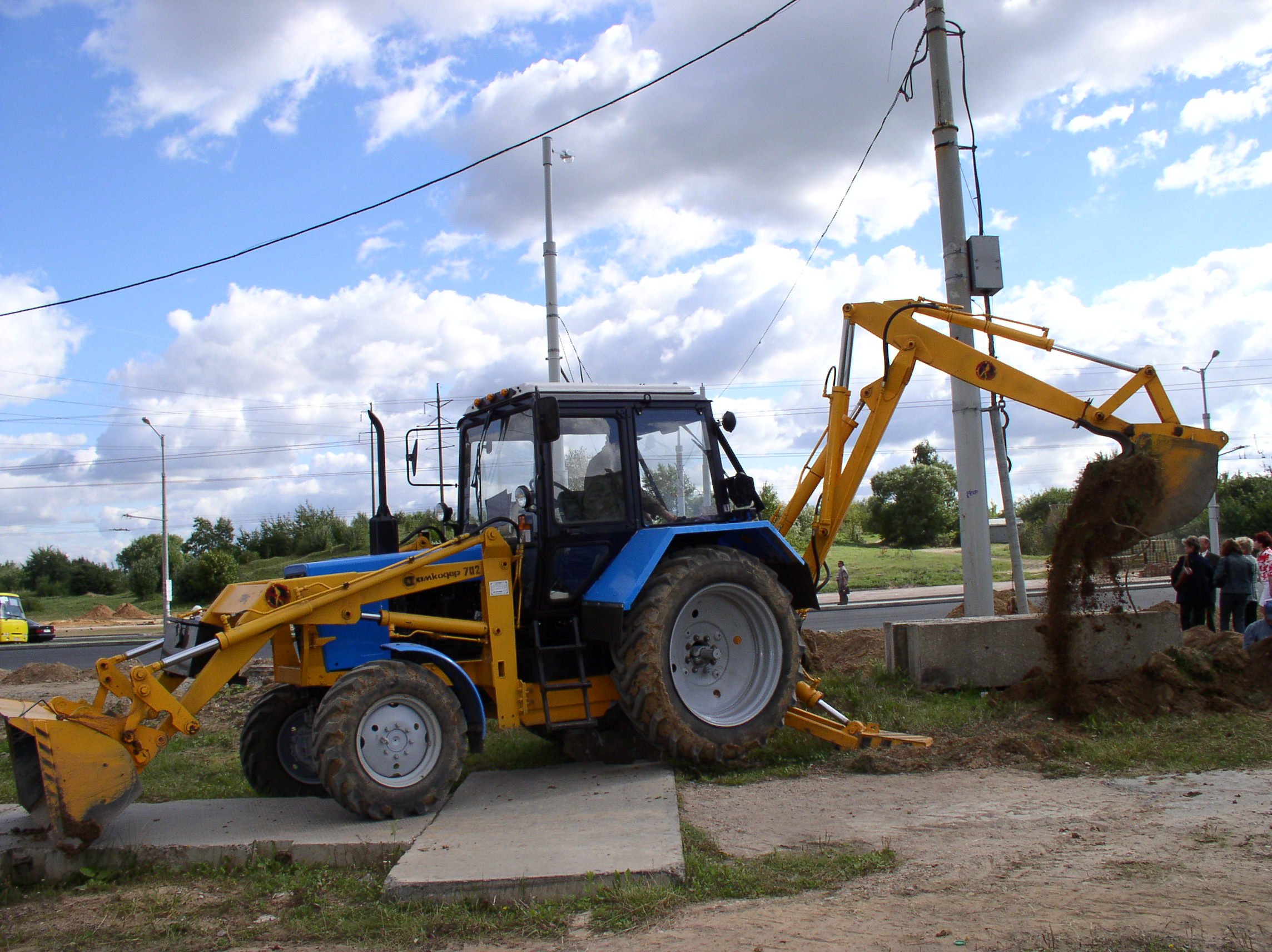
Одноковшовий екскаватор з навантажувачем на базі трактора МТЗ-82. Задні колеса встановлені «навиворіт» (розширені колія) для отримання найбільшої стійкості трактора

Підвіска задніх коліс — жорстка. Передні колеса мають напівжорстку підвіску з балансним мостом. Задні колеса закріплюються на ведучих осях за допомогою клемних з'єднань, що дозволяє безступінчасто змінювати ширину колії в межах 1400—2100 мм. Колія передніх коліс також регулюється в межах 1200—1800 мм, але дискретно, з кроком 100 мм. Дорожній просвіт 465 мм для основних модифікацій, 650 мм, для модифікацій обладнаних колісними редукторами і 400 мм, для модифікації МТЗ-82Н. Гальмівні механізми дискові. Управління поворотом — передніми колесами. Є гідропідсилювач керування кермом.

### Гідрообладнання
Трактор обладнаний роздільно-агрегатною гідравлічною системою, що включає в себе шестерний насос НШ-32, що приводиться від двигуна, трисекційний золотниково-клапанний гідророзподільник, гідроциліндр управління навісним плугом.
|                        | 82.1 | 82.2 | 82.1-23/12 | 892      | 920 | 82П | 92П |
| ---------------------- | ---- | ---- | ---------- | -------- | --- | --- | --- |
| Потужність, к.с.       | 81   | 81   | 81         | 89 турбо | 81  | 81  | 89  |
| Передній балковий міст | -    | •    | •          | -        | -   | •   | •   |
| Збільшена гума         | -    | •    | •          | •        | •   | •   | •   |
| Реверс-редуктор        | -    | -    | -          | -        | -   | •   | •   |
| Заднє скло панорамне   | -    | -    | -          | -        | -   | •   | •   |
| Пластикова облицювання | -    | -    | -          | -        | -   | -   | •   |

## Основні модифікації
- МТЗ-80 — Універсально-просапний трактор, із заднім приводом і малою кабіною
- МТЗ-80.1 — Універсально-просапний трактор, із заднім приводом і великою кабіною
- МТЗ-82 — Універсально-просапний трактор, з повним приводом і малою кабіною
- МТЗ-82.1 — Універсально-просапний трактор, з повним приводом і великою кабіною
- МТЗ-82Р — Колісний рисодоглядальний трактор
- МТЗ-82Н — Універсально-просапний трактор, з повним приводом і зниженим кліренсом (400 мм), колесами розмірністю 16,9/14-30 задні і 10-16 передні, сидінням з можливістю відхилення від поздовжньої осі, для підтримки вертикальної посадки тракториста, призначався для робіт на схилах до 16°
- МТЗ-82К — Крутосхилих універсально-просапний трактор, з повним приводом, бортовими хитними редукторами, гідравлічною системою автоматичної стабілізації та вирівнювання положення кістяка, передній ведучий міст з паралелограмними важелями, в систему навішування також були введені додаткові гідроциліндри, для стабілізації агрегатованих машин, призначався для робіт на схилах до 20°
- МТЗ-80Х/80ХМ — Бавовницький трактор, з одним керованим колесом, з вузлами бортових передач, для підвищення кліренсу (650 мм), модифікація ХМ, відрізнялася установкою двигуна Д-240Т (100 к.с.)
- Т-70В/С — Універсально-просапний гусеничний трактор, класу 2 т, призначений для обробітку винограду-«В» та цукрових буряків-«С». Відрізнявся від базової моделі наявністю гусеничного приводу; кабіною, обшивкою, двигуном зниженій потужності Д-241Л (70 к.с.), заблокованої в КПП дев'ятий передачею, зміненою гідросистемою. Між собою відрізнявся розмірністю гусеничного ланцюга
- МТЗ-80/82В — Універсально-просапні трактори, що відрізнялися від базових, наявністю реверсивного редуктора
- МТЗ-82Т — Овоче-баштанна модифікація базової моделі. Відрізнялася підвищеним кліренсом, за рахунок установки додаткових колісних редукторів
- Т-80Л — Лісогосподарська модифікація трактора. Призначалася для трелювання деревини, виконання робіт з лісовідновлення, робіт з агрохімією і протипожежних заходів. Відрізнялася зміщеним вперед двигуном зниженої потужності Д-243Л (60 к.с.), іншою кабіною і обшивкою, колесами однакової розмірності 530—610, збільшеною до 36 км/год транспортною швидкістю. Ступінь уніфікації з тракторм МТЗ-82: 80 %.
- КИЙ-14102 — Український універсально-просапний трактор, з повним приводом і великою кабіною, створений на базі трактора МТЗ-82.2.26.

## Спецтехніка
На базі трактора МТЗ-82.1 Сморгонський агрегатний завод створює спецтехніку для комунальних потреб. Це трактори Беларус МУП-750 і Беларус-82МК. Трактор МТЗ-80 встановлюється на бурякозбиральний комбайн РКС-6, і буряконавантажувач СПС-4.2